# Theißenstein
Theißenstein ist ein Gemeindeteil der Stadt Rödental im oberfränkischen Landkreis Coburg in Bayern.

## Lage
Der ehemalige Weiler liegt etwa acht Kilometer östlich von Coburg, nördlich vom Krebsbach. Die Siedlung wurde erstmals 1340 als „Theißelstein“ urkundlich erwähnt. Eine der zahlreichen Felsgruppen in der Nähe des Ortes könnte namensgebend gewesen sein.

## Geschichte
1837 zählte Theißenstein 27 Einwohner. Am 1. Juli 1869 wurde der Ort zwangsweise nach Spittelstein eingegliedert. 1925 umfasste das Dorf 49 Einwohner und acht Wohngebäude. Die Schule befand sich im 0,3 Kilometer entfernten Spittelstein und die evangelische Kirche im 2,2 Kilometer entfernten Einberg.
Im Jahr 1950 lebten 54 Personen in sieben Wohngebäuden in dem Weiler. 1970 waren es 43 Personen. Zur Volkszählung 1987 wurde für Theißenstein keine Einwohnerzahl mehr veröffentlicht, sondern nur eine Fußnote, dass es mit Spittelstein zusammengewachsen war.
Am 1. Januar 1969 schloss sich Spittelstein mit dem Gemeindeteil Theißenstein und der Nachbargemeinde Blumenrod zur neuen Gemeinde Steinrod zusammen, die am 1. Januar 1977 aufgelöst und in die Stadt Rödental eingegliedert wurde. Mittlerweile ist Theißenstein im benachbarten Spittelstein aufgegangen.